# Kingkey 100
Kingkey 100 (tiếng Trung: 京基100, "Kinh Cơ 100"), có tên cũ là Kingkey Finance Center Plaza, là một tòa nhà chọc trời ở quận La Hồ, thành phố Thâm Quyến, tỉnh Quảng Đông, Trung Quốc.
Tòa nhà cao 441,8 mét (1.449 ft) và có 100 tầng, Trong đó, 68 tầng với tổng diện tích 173.000 mét vuông (1.862.157 foot vuông) là các văn phòng hạng A, 22 tầng (từ tầng 75 đến tầng 98) với tổng diện tích 35.000 mét vuông (376.737 foot vuông) thuộc khách sạn 6 sao St. Regis mở cửa từ tháng 9 năm 2011. Còn các tầng trên cùng có một khu vườn và một vài nhà hàng. Nằm bên cạnh Kingkey 100 là trung tâm thương mại KK mở cửa vào ngày 26 tháng 11 năm 2010 với nhiều cửa hiệu, nhà hàng và một siêu thị, cũng như rạp chiếu phim IMAX đầu tiên ở Thâm Quyến.
Kingkey 100 hiện là tòa nhà có quy mô lớn nhất Thâm Quyến, đồng thời là tòa nhà cao thứ 9 trên thế giới.

## Hình ảnh

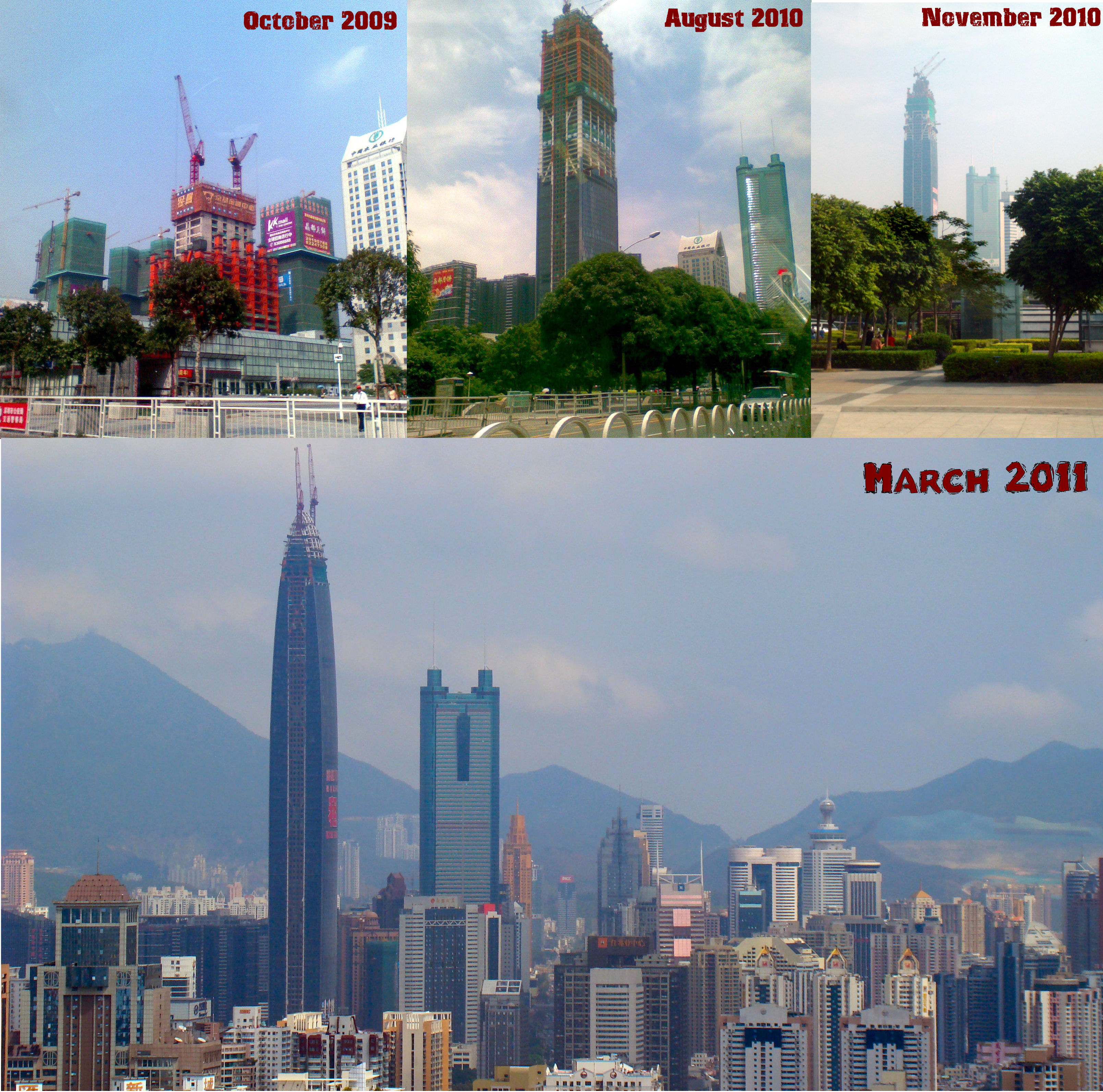
Tháp Tài chính Kingkey ngày 8 tháng 10 năm 2009.
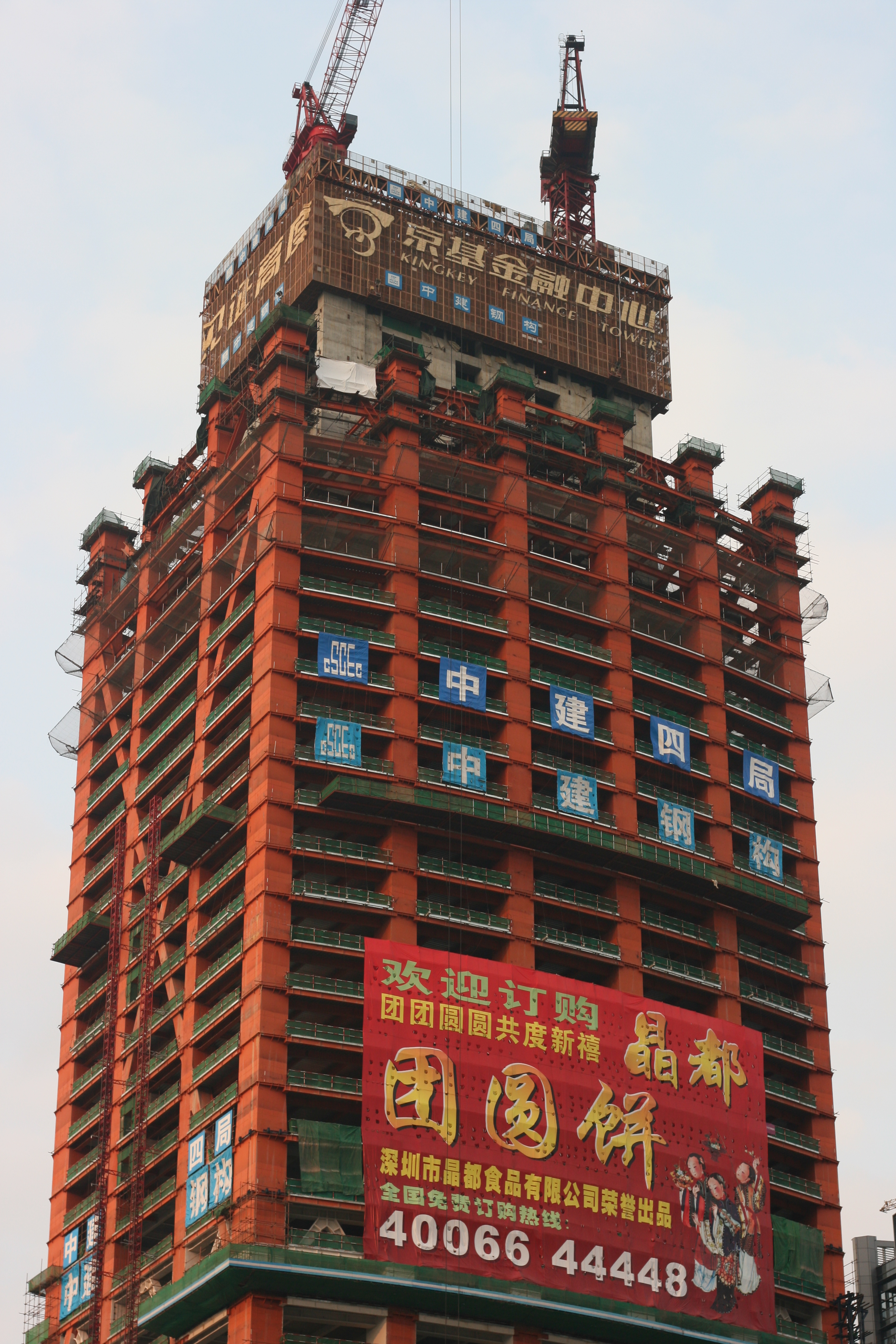
Tháp chính của Trung tâm Tài chính Kingkey ngày 27 tháng 2 năm 2010.
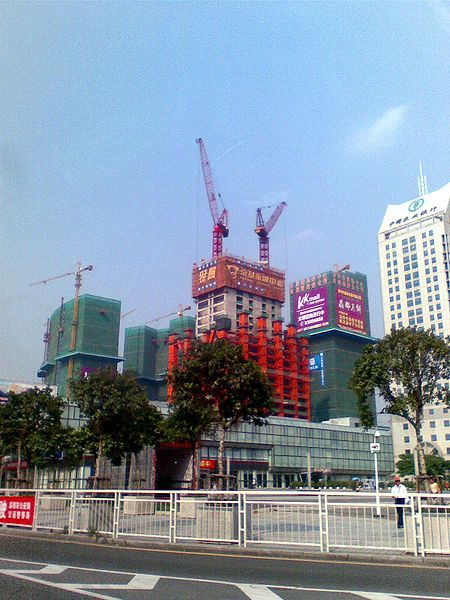
Tháp Tài chính Kingkey năm 2009.
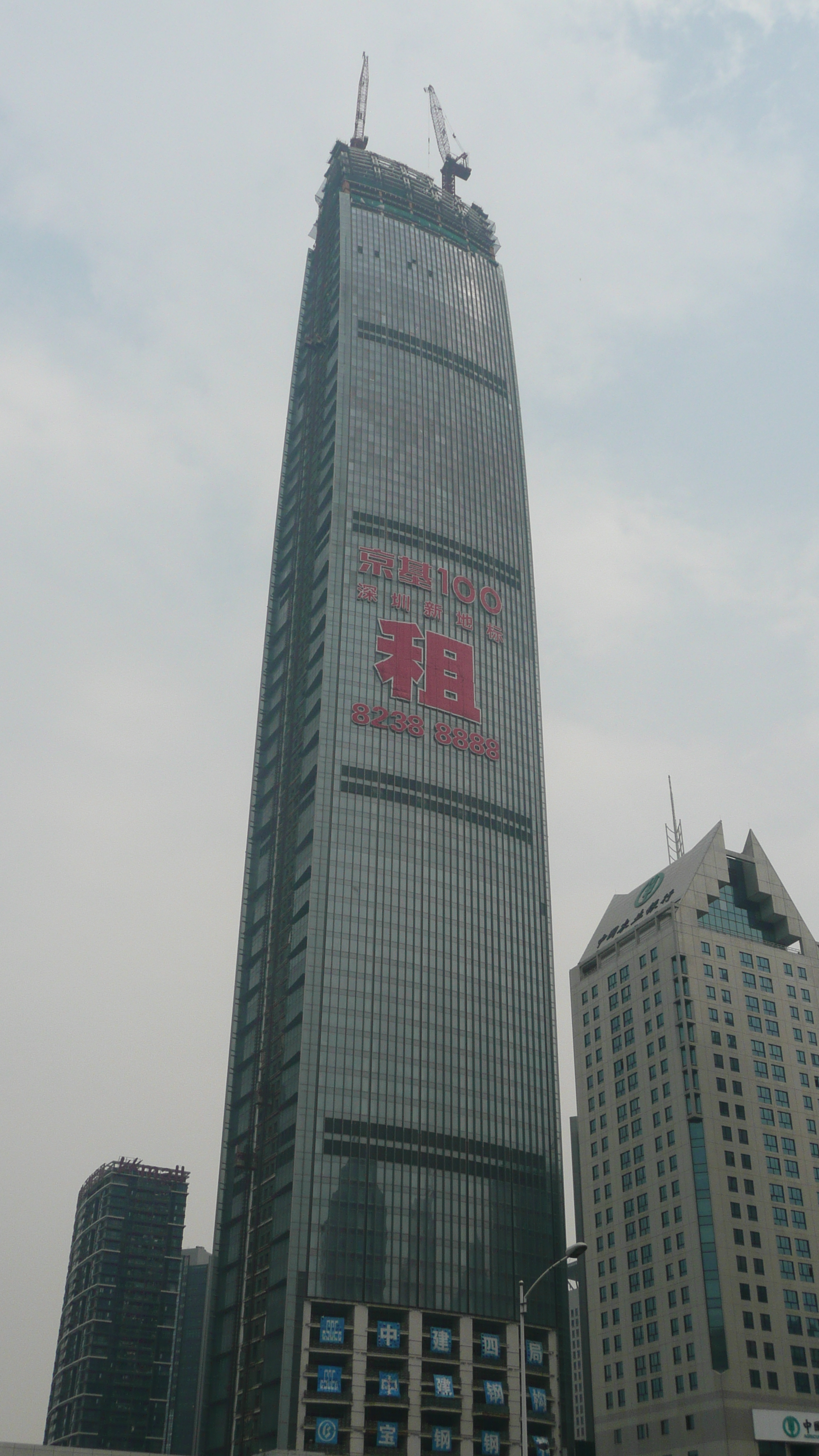
Kingkey 100 đang trong quá trình thi công.
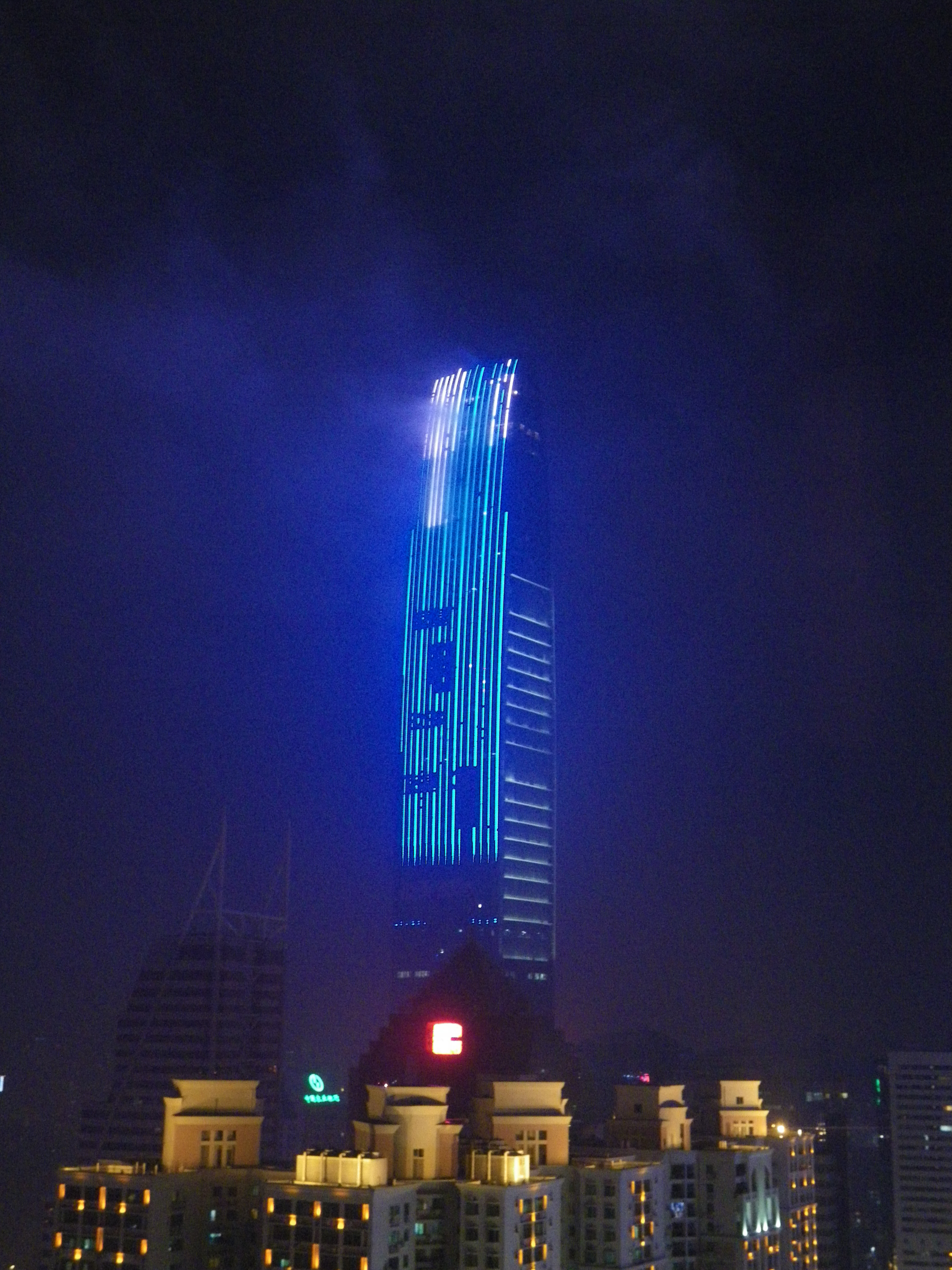
Tòa nhà Kingkey 100 về đêm.